# Jan Lenica
Jan Lenica (* 4. Januar 1928 in Posen; † 5. Oktober 2001 in Berlin) war ein polnischer Grafiker und Briefmarkenkünstler, auch international bekannt für seine Plakatkunst.

## Leben
Jan Lenica studierte Architektur an der Technischen Universität Warschau. Nach seinem Studium wurde er jedoch Grafiker und einer der berühmtesten Plakatgrafiker Polens. Zusammen mit Walerian Borowczyk arbeitete er an dessen frühen Animationsfilmen.
1954 heiratete er die Illustratorin, Plakatkünstlerin und Grafikdesignerin Teresa Byszewska. Zusammen arbeitete sie auch an künstlerisch-grafische Animationsfilmen.
1963 ging Jan Lenica nach Frankreich und lebte dort bis 1986. Im Jahr 1964 wurden Arbeiten von ihm auf der documenta III in Kassel in der Abteilung Graphik gezeigt. Von 1979 bis 1985 war er Professor für Animationsfilm an der Kunsthochschule Kassel.
Jan Lenica war Mitglied der Kasseler Schule der Plakatkunst, Buch- und Zeitschriftengrafik. Er war der erste Professor dieses 1979 gegründeten Schwerpunkts. 1986 ging er nach Berlin und war bis 1994 Professor an der Berliner Hochschule der Künste.
Jan Lenica benutzte die Technik der Cut-Out-Animation in seinen zahlreichen Filmen, unter denen sich zwei Werke in Spielfilmlänge befinden: Adam 2 (1968) und Ubu et la grande gidouille (1976, erschien aber erst 1979 in Frankreich).

## Briefmarken
Für die Deutsche Bundespost und die Deutsche Post AG war er als Briefmarkenkünstler tätig.
- Briefmarken-Jahrgang 1986 der Deutschen Bundespost
- Briefmarken-Jahrgang 1997 der Bundesrepublik Deutschland

## Auszeichnungen
- 1960 – Nominierung für den British Film Academy Award für Dom, zusammen mit dem Polen Walerian Borowczyk
- 1961 – Toulouse-Lautrec Grand Prix, Versailles (Frankreich)
- 1961 – Golden Dragon für Nowy Janko Muzykant neben Maly Western, in Krakau (Polen)
- 1962 – 1. und 3. Platz, International Film Poster Exhibition, Karlove Vary (Tschechoslowakei)
- 1963 – Annecy International Animated Film Festival / FIPRESCI-Preis für Labirynt
- 1964 – Lobende Erwähnung für Die Nashörner des Oberhausen International Short Film Festival (Deutschland)
- 1966 – Gold Medal Prix Max Ernst, International Poster Biennale, Warschau (Polen)
- 1971 – Gold Medal, International Tourism Poster Exhibition, Catania (Italien)
- 1985 – Prix Jules Cheret (Frankreich)
- 1987 – Bologna Ragazzi Award als besondere Erwähnung für Der bunte Vogel, Internationale Kinderbuchmesse Bologna (Italien)
- 1999 – Dragon of Dragons Honorary Awards des Krakauer Film Festival (Polen)

## Regie
Jan Lenica ist der Regisseur von:
- 1957 – Nagrodzone Uczucia
- 1957 – Byl Sobie Raz
- 1958 – Dom (Film)
- 1961 – Italia ’61
- 1961 – Nowy Janko Muzykant
- 1963 – Labirynt (Labyrinth)
- 1965 – La Femme Fleur
- 1965 – A
- 1968 – Adam 2
- 1987 – Ubu et la Grande Gidouille
- 2001 – Wyspa R.O.

## Ausstellungen
- 1982: KasselerKunstVerein, Kassel